# Veselîi Hai, Novomîkolaiivka
Veselîi Hai (în ucraineană Веселий Гай) este localitatea de reședință a comunei Veselîi Hai din raionul Novomîkolaiivka, regiunea Zaporijjea, Ucraina.

## Demografie
Componența lingvistică a localității Veselîi Hai
     Ucraineană (94,57%)
     Rusă (5,43%)
Conform recensământului din 2001, majoritatea populației localității Veselîi Hai era vorbitoare de ucraineană (94,57%), existând în minoritate și vorbitori de rusă (5,43%).